# Winthrop Ames
Winthrop Ames (Easton, 25 novembre 1870 – Boston, 3 novembre 1937) è stato un impresario teatrale, regista teatrale e sceneggiatore statunitense, apprezzato per aver allestito alcune delle migliori produzioni di opere teatrali negli Stati Uniti durante i primi tre decenni del XX secolo.

## Biografia

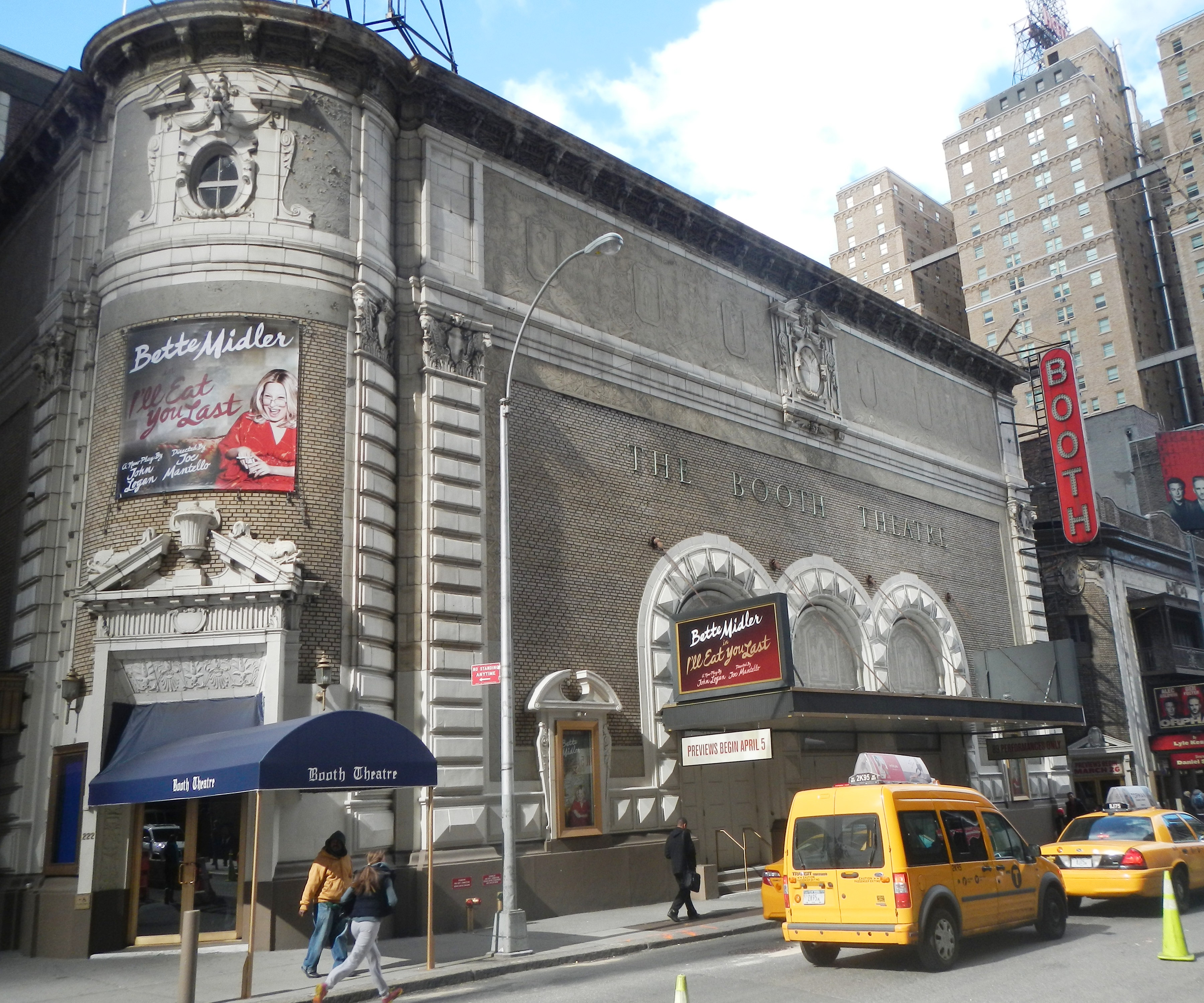
Booth Teatre a New York

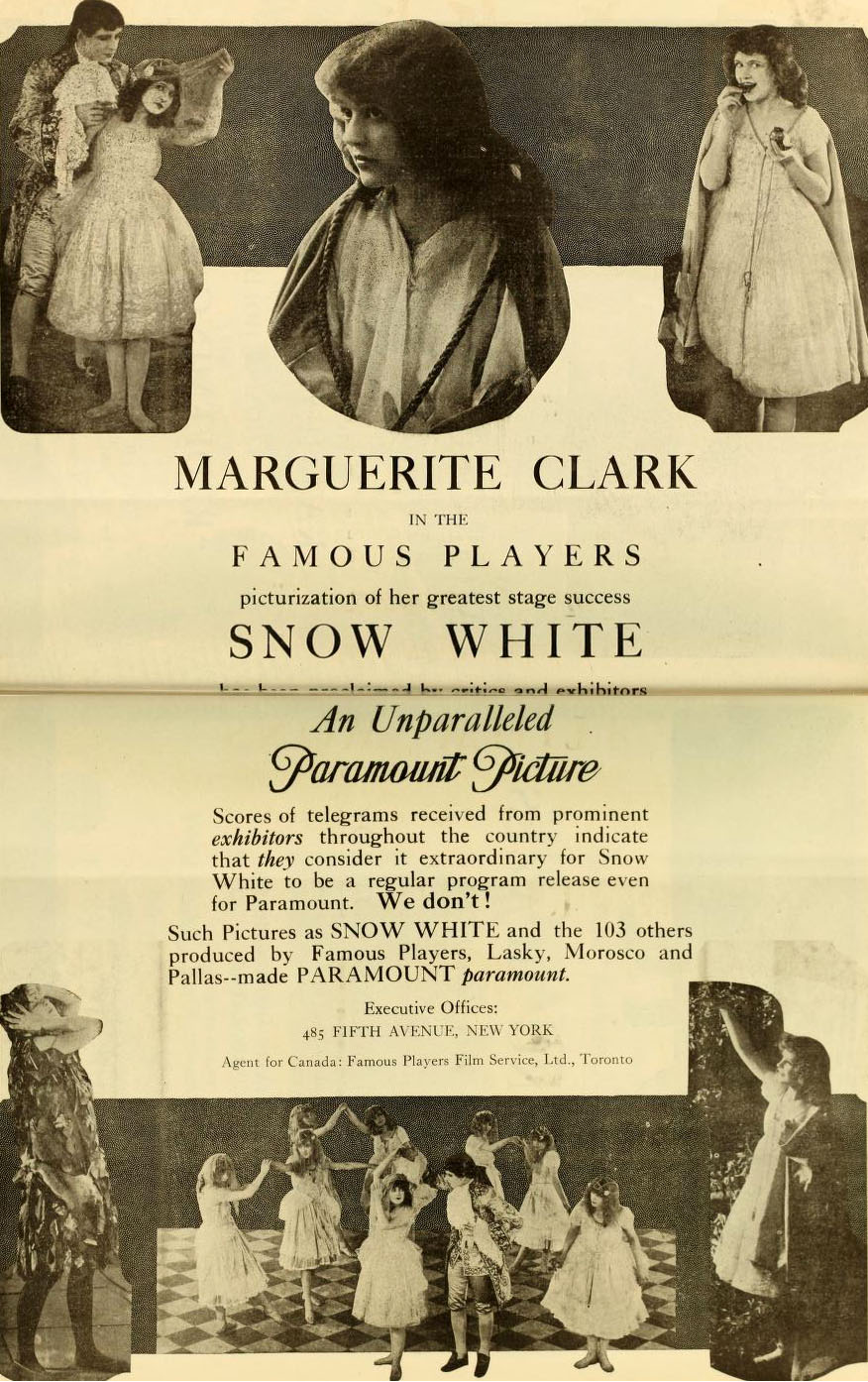
Snow White, film in cui Ames scrisse la sceneggiatura

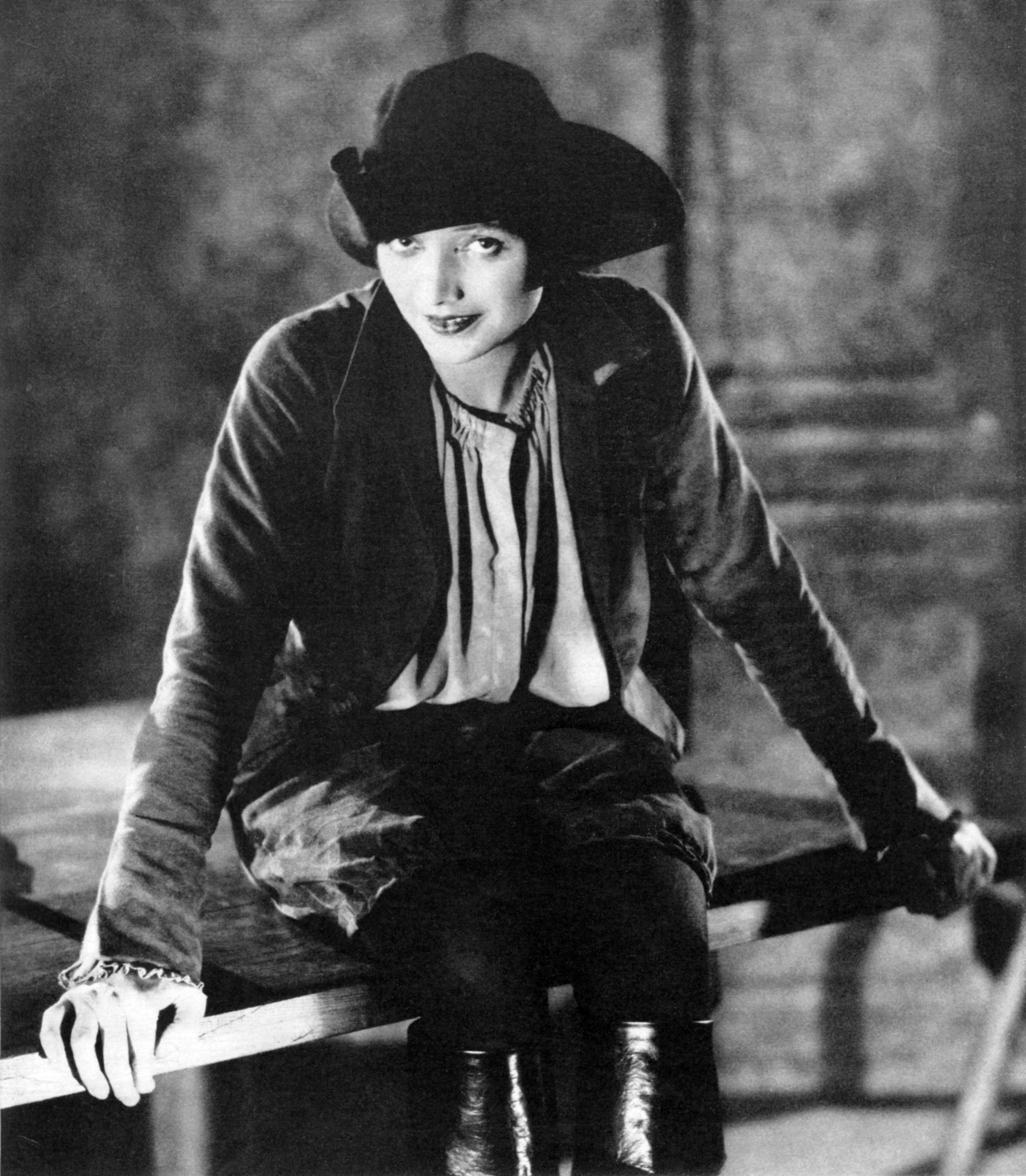
Katharine Cornell nella produzione di Ames per Broadway, intitolata Will Shakespeare

Winthrop Ames nacque a Easton, nel Massachusetts, il 25 novembre 1870, in una famiglia benestante.
Anche se aveva la passione per il teatro, seguendo i consigli della sua famiglia, Ames si dedicò all'editoria per alcuni anni dopo aver completato la sua formazione scolastica ed universitaria nel 1896, con la laurea ad Harvard.
Effettuò un viaggiò formativo in Europa nel 1907, per studiare la gestione di oltre sessanta compagnie operistiche e teatrali, oltre che la nuova scenografia.
Rientrato a Boston applicò le conoscenze innovative maturate in Europa nelle produzioni teatrali statunitensi.
Nel 1908 insieme ai fratelli Shubert, assunse la direzione del New Theatre, il più grande di New York, con gli intenti di realizzare un teatro di repertorio che esprimesse il meglio del dramma classico e contemporaneo, libero da pressioni commerciali.
Inaugurata la stagione il 6 novembre 1909, con Antonio e Cleopatra, Ames produsse L'uccellino azzurro di Maurice Maeterlinck, Strife di John Galsworthy e altri per un biennio.
Gli spettacoli ottennero molti consensi ed elogi, si rivelarono un significativo esperimento in vista della formazione di un teatro nazionale, ma i costi di produzione erano troppo alti e il teatro dovette chiudere.
Successivamente Ames rilevò, con maggior successo economico, il Little Theatre di New York e il Booth Theatre, dove proseguì a produrre opere durante tutti gli anni trenta, tra le quali The Philanderer (1913) di George Bernard Shaw, Old English di Galsworthy (1924), Beggar on Horseback (1924) di George S. Kaufman e Marc Connelly, una serie di grande successo di opere comiche di Gilbert e Sullivan, Biancaneve e i sette nani (1913), il primo spettacolo progettato appositamente per i bambini e che Ames stesso scrisse sotto uno pseudonimo.
Ames ha anche diretto le opere teatrali che ha prodotto.
Si ritirò nel 1932 a causa di problemi di salute.
Fu eletto amministratore di Harvard nel 1929 e vicepresidente dell'Istituto nazionale di lettere nel 1936.
Ames sposò Lucy (Fuller) Cabot a Londra il 28 settembre 1911, dalla quale ebbe due figlie: Catherine e Joan.
Winthrop Ames morì a Boston, a causa della polmonite, il 3 novembre 1937.